# Верхнеолбянский сельсовет
Верхнеолбянский сельсовет (белор. Верхнеалбянскі сельсавет) — упразднённая административная единица на территории Жлобинского района Гомельской области Республики Беларусь. Административный центр — деревня Верхняя Олба.

## История
В состав Верхнеолбянского сельсовета входили (в настоящее время не существующие) до 1962 года посёлки Дружный, Равище, Зоровский, до 1966 года посёлок Садовый.
14 декабря 2022 года Стрешинский и Верхнеолбянский сельсоветы Жлобинского района Гомельской области объединены в одну административно-территориальную единицу — Стрешинский сельсовет Жлобинского района Гомельской области. В состав Стрешинского сельсовета Жлобинского района Гомельской области включены земельные участки Верхнеолбянского сельсовета Жлобинского района Гомельской области.

## География
Расположен в юго-восточной части Жлобинского района.
Граничит с Новомарковичским, Стрешинским сельсоветами Жлобинского района.
Протекают реки: Днепр, Жерело.
Расположены озёра: Красное, Гразивец, Проров, Тесновье.

## Состав
Верхнеолбянский сельсовет включает 4 населённых пункта:
- Верхняя Олба — деревня
- Городок — деревня
- Нижняя Олба — деревня
- Шихов — деревня